# Blutiger April
Blutiger April (englisch Bloody April) ist der Name, der im englischen Sprachraum einer etwa fünfwöchigen Periode während des Luftkriegs an der Westfront des Ersten Weltkriegs gegeben wurde, in der das Royal Flying Corps (RFC) bei der Unterstützung der Bodenstreitkräfte in der Schlacht bei Arras exorbitante Verluste gegen die deutschen Luftstreitkräfte erlitt. Die Verluste waren so groß, dass die Moral ganzer Staffeln zusammenbrach. Ursache waren technologische Fortschritte auf deutscher Seite, die gepaart mit einem Ausbildungsvorteil und einer Schwerpunktbildung zu einer deutschen Luftüberlegenheit führten, wie es sie zuletzt zu Zeiten der „Fokker-Plage“ in der zweiten Jahreshälfte 1915 gegeben hatte. Trotz dieser Luftüberlegenheit konnte das RFC seine Aufgaben in dieser Zeit im Wesentlichen erfüllen und mit der baldigen Einführung neuer Flugzeugtypen seinen Nachteil ausgleichen.

## Hintergrund
Anfang April 1917, genauer am Ostermontag, dem 9. April, eröffnete die British Army eine minutiös geplante Offensive bei Arras mit dem Ziel des Durchbruchs in die Ebene von Douai, der eine Woche später eine französische Offensive am Chemin des Dames (Schlacht an der Aisne) folgen sollte. Das RFC sollte diese bereits im Vorfeld durch Luftaufklärung, Luftnahunterstützung und Bombereinsätze gegen strategische Ziele unterstützen. Der Befehlshaber des RFC im Felde, Hugh Trenchard, war ein Verfechter des offensiven Einsatzes seiner Einheiten hinter der deutschen Frontlinie. Er erwartete, dass die große Überzahl der Flugzeuge, die er im Frühjahr 1917 über der Front zum Einsatz bringen konnte, diese Aufgabe erfüllen konnte. Allerdings waren diese Flugzeuge zum Großteil den damals modernsten deutschen Typen unterlegen.
Entscheidend war ferner, dass der chronische Zwang zur Abkürzung der Dauer der Pilotenausbildung, die überdies schlecht organisiert und wenig konsistent war, um diese Flugzeuge einsatzbereit zu halten, sich selbst perpetuierte, als junge Piloten in großer Zahl abgeschossen wurden.

„[…] das schlimmste Blutbad ereilte die neuen Piloten, von denen viele nur einen oder zwei Tage [im Fronteinsatz] überlebten […]“

Die deutsche Pilotenausbildung war zur selben Zeit gründlicher und weniger unter Zeitdruck stattfindend als die britische. Nach schweren Verlusten im Jahre 1916 in den Kämpfen bei Verdun und an der Somme hatte man auf deutscher Seite reagiert und das Feldflugwesen im Oktober gründlich reorganisiert sowie spezialisierte Jagdstaffeln (Jastas) aufgestellt. Diese Einheiten wurden nur von den erfahrensten Piloten geleitet und mit dem modernsten Material ausgerüstet, darunter den ersten in Serie produzierten Modellen, die mit zwei statt einem vorwärtsfeuernden Maschinengewehr ausgestattet waren, darunter die Albatros D.I und D.II. Von diesen beiden Typen standen im Frühjahr 1917 fast 350 Maschinen für den Fronteinsatz zur Verfügung.
Hinzu kam, dass die deutschen Staffeln aufgrund ihrer numerischen Unterlegenheit bevorzugt nur auf der eigenen Seite der Front operierten und den Gegner hier erwarteten. Dies reduzierte zum einen das Risiko der Gefangennahme, zum anderen erlaubte es ihnen, länger in der Kampfzone zu bleiben. Darüber hinaus konnten die deutschen Piloten freier entscheiden, wo und wann sie den Feind angriffen, während die Briten sich an die festgelegten Missionsziele halten mussten.

## Verlauf und Verlustvergleich
Das RFC konnte mit Beginn der Offensive in der Gegend um Arras 25 Staffeln zum Einsatz bringen, die es auf rund 365 einsatzfähige Flugzeuge brachten. Hiervon waren aber nur etwa ein Drittel Jagdflugzeuge, die allein zum offensiven Luftkampf geeignet waren. Der Rest waren eher schwerfällige, zwei- oder mehrsitzige Aufklärungs- oder Bombenflugzeuge, die nur über eine Abwehrbewaffnung verfügten. Demgegenüber verfügten die Luftstreitkräfte im selben Gebiet über anfangs fünf, später acht Staffeln von Jagdflugzeugen mit bis zu über 80 einsatzfähigen Flugzeugen.
Die britischen Maschinen zu dieser Zeit waren den modernen Albatros-Jägern unterlegen. Es handelte sich teils noch um veraltete, mit Druckpropellern ausgestattete Typen wie die Airco DH.2 und Royal Aircraft Factory F.E.8, daneben um modernere Typen wie die Nieuport 17 und Sopwith Pup, die aber nur ein MG hatten. Sie hatten die Aufgabe, die Aufklärer und Bomber der Typen B.E.2, F.E.2 und Sopwith 1½ Strutter zu beschützen. Nur die modernsten Modelle auf britischer Seite wie die SPAD S.VII und die Sopwith Triplane konnten in puncto Wendigkeit und Geschwindigkeit gegen die deutschen Modelle bestehen, aber diese wurden nur in geringer Stückzahl und über die Front verteilt eingesetzt. Ein wirklich ebenbürtiges Flugzeug, die Royal Aircraft Factory S.E.5, war noch im Status der Erprobung und die Bristol F.2 erlitt bei ihrem ersten Einsatz bei Arras schwere Verluste gegen die deutsche Elite-Jasta 11. Auch der neue, stabilere Bomber R.E.8 teilte dieses Schicksal.
Im April verlor das RFC 245 Flugzeuge, wobei 211 Mann der Besatzungen als getötet oder vermisst gezählt wurden und weitere 108 in Gefangenschaft gerieten. Für die deutschen Luftstreitkräfte stehen im gleichen Zeitraum Verluste von 66 Flugzeugen zu Buche, mit entsprechend geringeren Pilotenverlusten. Zum Vergleich: in der fünfmonatigen Schlacht an der Somme 1916 hatte das RFC 576 Mann an Verlusten zu beklagen. Allein die Jasta 11 unter Manfred von Richthofen erzielte im April 1917 89 Luftsiege, mehr als ein Drittel der abgeschossenen britischen Maschinen.
Nach der relativen Verlustrate gerechnet, markiert dieser Monat den absoluten Tiefpunkt in der Geschichte des RFC. Dennoch bleibt festzustellen, dass trotz dieser schweren Verluste die primären Aufgaben des RFC im Wesentlichen erfüllt wurden. Dazu zählten aktuelle Luftbildaufnahmen der deutschen Stellungen, Meldungen über Truppenbewegungen, Artilleriezieleinweisung und Bombenangriffe. Die deutschen Einheiten blieben weitgehend defensiv und erzielten nur eine lokale und zeitlich begrenzte Luftüberlegenheit, aber gewiss keine Luftherrschaft.

## Überwindung
In den folgenden Monaten konnte das RFC seine technologischen Nachteile durch Einführung neuer Maschinen ausgleichen. Dazu zählen in erster Linie die oben erwähnte S.E.5, die Sopwith Camel und die SPAD S.XIII, die bald in Stückzahlen zur Verfügung standen und den im ständigen Einsatz stehenden Jastas zuzusetzen begannen. Mit der steigenden Effektivität ihres Materials sanken die britischen Verluste und die deutschen stiegen. Auch taktische und organisatorische Fehler auf britischer Seite wurden angegangen und korrigiert, insbesondere solche im Ausbildungsbereich. Im Spätsommer 1917 genoss das RFC eine größere Luftüberlegenheit, als dies seit etwa einem Jahr der Fall gewesen war. Diese setzte sich im Wesentlichen bis zum Kriegsende fort; die Deutschen waren nie mehr in der Lage, eine ähnliche Dominanz zu erringen, obwohl sie gegen Kriegsende nach absoluten Zahlen teilweise mehr Flugzeuge pro Monat abschossen als im April 1917.